# Sophie Sinclair
Sophie Sinclair (Edimburgo, 5 de abril de 1997) es una deportista británica que compite por Escocia en curling. Ganó tres medallas en el Campeonato Europeo de Curling Femenino entre los años 2019 y 2024.

## Palmarés internacional
| Representando a Escocia |                      |                   |        |
| Campeonato Europeo      |                      |                   |        |
| Año                     | Lugar                | Medalla           | Prueba |
| 2019                    | Helsingborg (Suecia) | Medalla de plata  | Equipo |
| 2022                    | Östersund (Suecia)   | Medalla de bronce | Equipo |
| 2024                    | Lohja (Finlandia)    | Medalla de bronce | Equipo |